# 세네루
세네루(Che'Nelle, 본명: Cheryline Ernestine Lim, 1982년 3월 10일 ~ )는 유니버설 뮤직 재팬과 계약한 오스트레일리아의 싱어송라이터이다.

## 생애
1982년 3월 10일 중국계 아버지와 인도계 및 네덜란드 유산의 어머니 밑에서 태어났다. 말레이시아 사바 코타 키나발루에서 태어난 세네루와 그녀의 가족은 세네루가 10세 때 오스트레일리아 퍼스로 이주했다. 세네루가 노래방에서 노래를 부르자 그 재능을 보고 아버지의 관심을 끌었다. 나중에 자신의 홈 스튜디오에서 자신만의 음악을 작사하고 제작하기 시작했다.

## 디스코그래피
- Things Happen for a Reason (2007)
- Feel Good (2010)
- Believe (2012)
- Aishiteru (2013)
- @Chenelleworld (2015)
- Destiny (2017)
- Metamorphosis (2017)

## 영화
| 연도 | 타이틀             | 역할         | 참고      |
| ---- | ------------------ | ------------ | --------- |
| 2010 | "The Waste"        | Alien Harlot | 단편 영화 |
| 2010 | "Multifarious"     | Maria        | 단편 영화 |
| 2011 | "A Hollywood Zone" | Alicia       | 단편 영화 |
| 2013 | "Ava"              | herself      | 단편 영화 |
| 2019 | "Bond: Kizuna"     | Mew          | 영화      |